# Kabe Miran
Miran Kabe (sinh ngày 17 tháng 6 năm 1992) là một cầu thủ bóng đá người Nhật Bản.

## Sự nghiệp câu lạc bộ
Miran Kabe đã từng chơi cho Ventforet Kofu và Giravanz Kitakyushu.